# Emerson Coatsworth

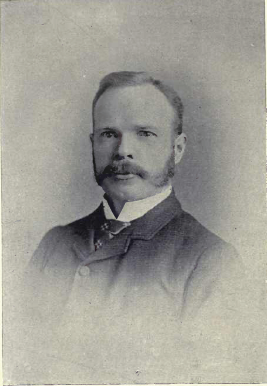
Emerson Coatsworth

Emerson Coatsworth (* 9. März 1854 in Toronto, Ontario; † 11. Mai 1943) war ein kanadischer Rechtsanwalt, Politiker und der 33. Bürgermeister von Toronto.
Coatsworth besuchte zunächst die öffentliche Schule und studierte später an einer Privatschule Rechtswissenschaften. Seinen Abschluss legte er 1886 an der University of Toronto ab. Er wurde bei der 7. kanadischen Unterhauswahl in die Kammer gewählt. Als Mitglied der Konservativen Partei Kanadas wurde er bei der 8. Unterhauswahl von John Ross Robertson bezwungen. 1904 wurde er in den Stadtrat gewählt und war von Januar 1906 bis Januar 1908 Bürgermeister von Toronto.